# Frederick Keeping
Frederick Keeping (Pennington, 1867 – Lymington, 1950. február 21.) brit kerékpárversenyző. Részt vett az 1896. évi nyári olimpiai játékokon Athénban.
A 333 méteres időfutam versenyén és a 12 órás versenyen indult. Utóbbiban azon versenyzőknek az egyike volt, akik teljesítették a kötelező időt, ezalatt Keeping 314,664 kilométert tekert végig. Csak egy körrel volt a győztes, Adolf Schmal mögött, aki 314,997 kilométert teljesített. Keeping a 333 méteres versenyben két versenytársával együtt 27,0 másodperces idővel az ötödik helyen osztozott.